# Baka (peuple du Cameroun et du Gabon)
Pour les articles homonymes, voir Baka.
Ne doit pas être confondu avec Baka (peuple du Soudan du Sud et de la République démocratique du Congo).
Pour un article plus général, voir Pygmées.
Les Baka, connus au Congo sous le nom de Bayaka (Bebayaka, Bebayaga, Bibaya), sont un groupe ethnique habitant les forêts tropicales du sud-est du Cameroun, du nord de la République du Congo, du nord du Gabon et du sud-ouest de la République centrafricaine. Les Baka font partie du groupe d'ethnies appelé historiquement Pygmées, ce terme est considéré comme péjoratif par plusieurs ONG ou gouvernements locaux.

## Ethnonymie
Selon les sources, on peut rencontrer de multiples variantes : Babenga, Babinga, Babingas, Baka Bambuké, Bakas, Bambenga, Bangombe, Bayaka, Bebayaga, Bebayaka, Bibayak, Bibaya, Binga, Bingas, Mbaka.

## Culture

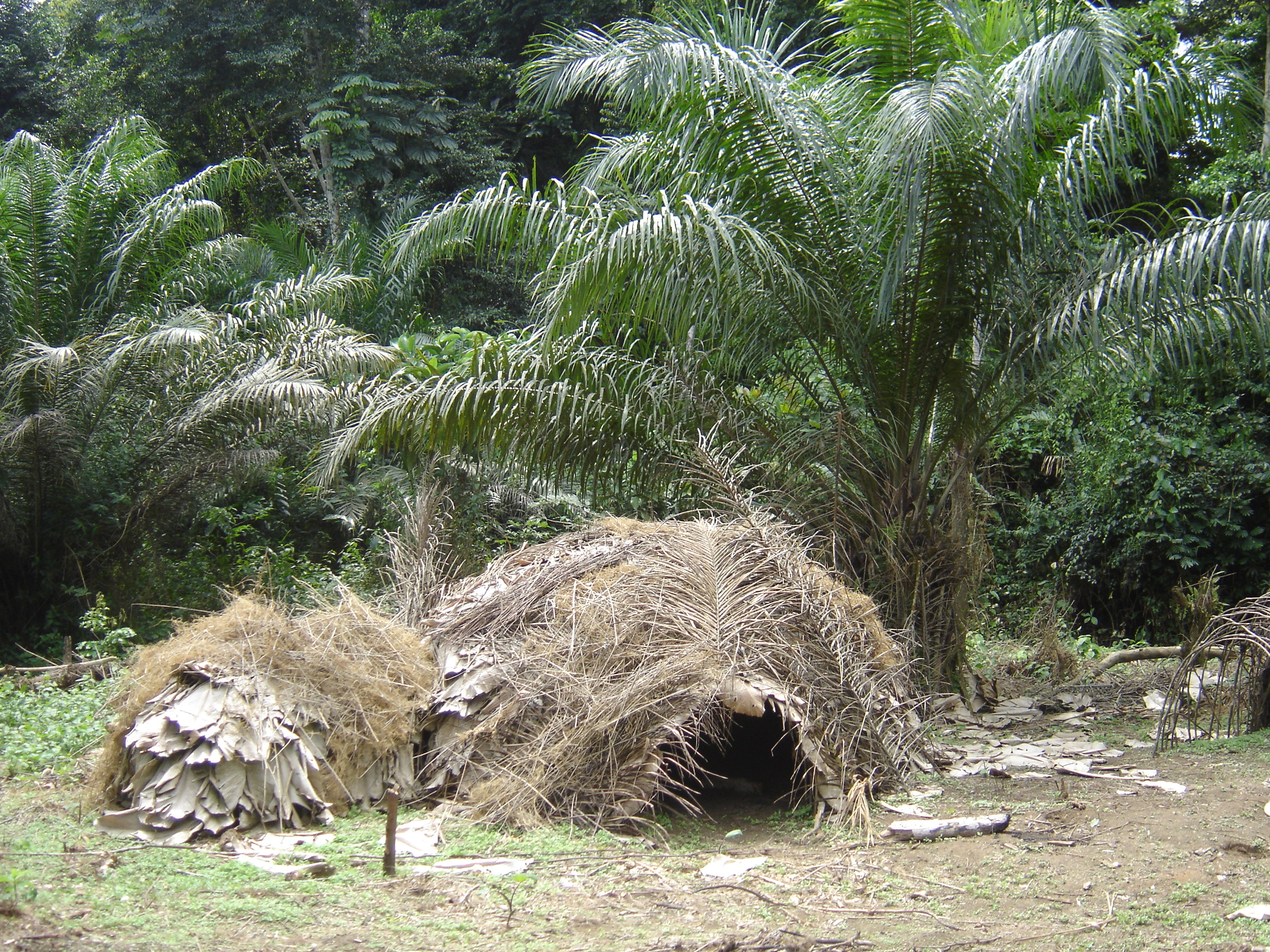
Hutte de chasse Baka dans la réserve de faune du Dja.

Les Baka étaient un groupe de chasseurs-cueilleurs, nomades, vivant dans des campements forestiers. Ils vivaient principalement de la chasse, de la cueillette et de la pêche et leur mobilité dépendait de la disponibilité des ressources naturelles sur leur territoire ainsi que des travaux agricoles de leurs voisins sédentaires appartenant au groupe linguistique bantou. Les Baka et les Bantous sont en relation depuis des générations, avec des liens de famille symboliques. Les Baka échangeaient des produits de la forêt contre des produits agricoles et fournissaient aux Bantou une main-d'œuvre agricole d'autant plus importante lors des périodes d'ouverture de parcelles et de récolte des légumes et fruits des champs .
Depuis les années 1950, les Baka ont connu de nombreux changements dans leur mode de vie. Ils ont été amenés à se sédentariser le long des pistes forestières, s'installant dans des villages non loin de leurs voisins Bantous. Ils ont progressivement adopté l'agriculture, possèdent des champs, et leur mobilité s'est réduite : ils partent en campements forestiers surtout lors de la fructification des arbres fruitiers comestibles, tels que les mangues sauvages Irvingia spp et le moabi Baillonella toxisperma .
Ils sont traditionnellement monogames, exogames et ont une vie virilocale.
Les Baka partagent une culture commune avec les autres pygmées, associée à des caractéristiques propres. Les peuples Baka et Aka ont des racines communes ; ils formaient il y a environ 500 ans un groupe nommé Baakaa et vivaient probablement dans l'est de la RDC.

### Musique
La musique des Baka, tout comme celle des autres ethnies « pygmées », témoigne d'une particularité exemplaire : les chants rythment la vie quotidienne et sont d'une extrême complexité. Ils explorent l'univers sonore et musical en contrepoint et en agrégeant leurs mélodies de yodel, élément musical que l'on ne retrouve que dans peu de cultures selon l'ethnomusicologue Simha Arom.
Un orchestre Baka se produit aujourd'hui à l'international : Baka Gbine. Dès 1992, les Baka du village de Gbine ont commencé à intégrer des influences extérieures entendues à la radio. Des Baka ont formé le groupe Baka Beyond (en) avec les musiciens britanniques Martin Cradick et Su Hart, en visite au Cameroun, en 1993, et ont intégré des influences celtiques. L'orchestre a pris le nom de « Baka Gbine » en 2006 avec un premier album, Gati bongo. Plusieurs autres albums sont sortis depuis.

## Politique
Considérés comme les derniers chasseurs-cueilleurs, ceux-ci ont été soumis à de nombreux changements sociaux durant ces dernières décennies. Semi-sédentaires, ils vivent aujourd'hui principalement dans des villages créés le long de pistes forestières. Tout comme d'autres groupes de chasseurs-cueilleurs, les Baka témoignent d'un système égalitaire : il n'existe pas de hiérarchie au sein de leurs communautés.

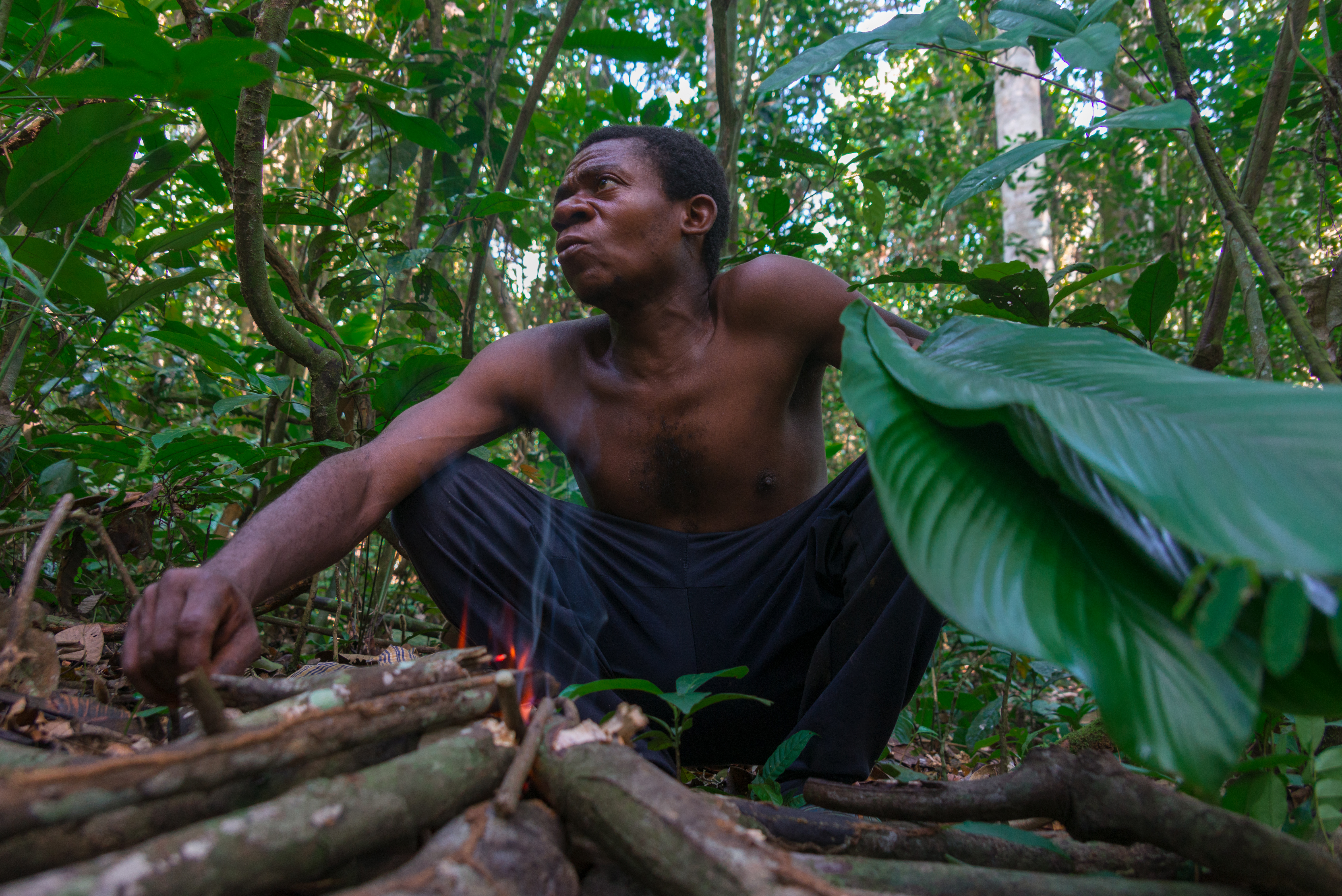
Un chef Baka dans la réserve du Dja

### Politique d'assimilation au Cameroun
Dans la réserve de faune du Dja, ils bénéficient toutefois d'un droit de chasse, pour autant qu'ils utilisent leurs techniques et armes traditionnelles.

### Défense des droits
L'ONG Survival International a déposé une plainte auprès de l'OCDE, en janvier 2016 au nom des pygmées du Cameroun pour protester contre les exactions dont ils sont victimes. Cette plainte visait entre autres des sociétés privées de chasse, l'entreprise forestière Rougiers, mais aussi une autre ONG : Le WWF Cameroun, pour les actions commises par les écogardes formés par l'association dans les Parcs nationaux comme celui de Lobéké.

### Filmographie
- Baka : le peuple de la forêt, DJA River films, Canal + Vidéo, 1990
- Baka, réalisé par Thierry Knauff, Abacaris Films, Les productions du sablier ; La Sept-Arte ; RTBF ; BRTN ; SR ; Cameroun TV ; WIP ; Films Terres Africaines, 1995
- La Forêt des Pygmées Baka, SN Editel, France 3, ORSTOM audiovisuel, 1996
- Baka : l'appel de la forêt, réalisé par Phil Agland, coproduit par la BBC, France Télévisions et River Films, 2011
- Pygmées Baka, le grand Virage Réalisé par Laurent Maget CNRS/IRD - Pygmées Baka - Est Cameroun, 2013.
- Cameroun : le baka, court-métrage documentaire de la série Ces langues qui ne veulent pas mourir, réalisé par Rozenn Milin, 2013, 5 min 47, diffusé sur ARTE en 2013.